# 传媒设计

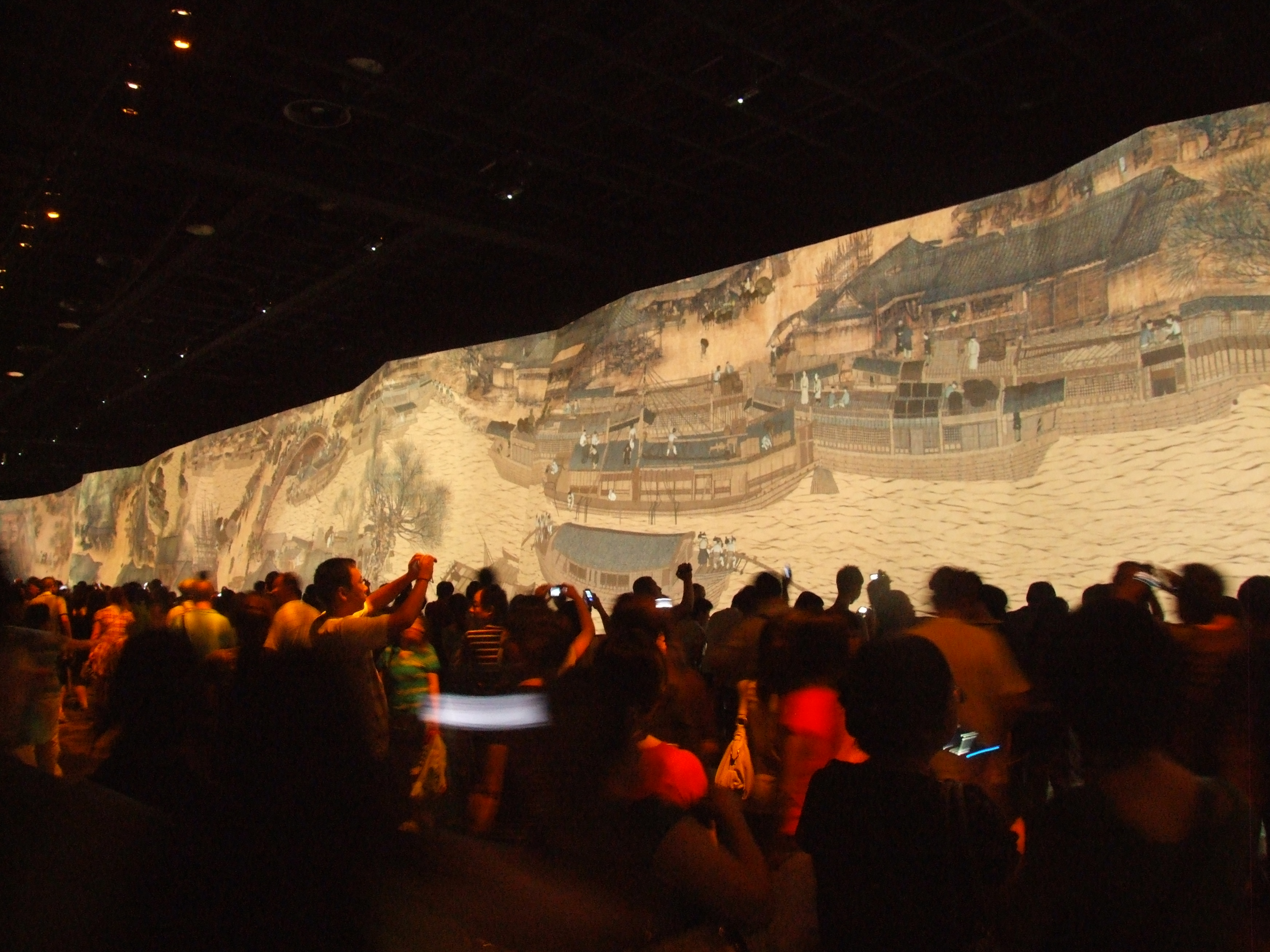
上海世博会展馆之一。展会设计是传媒设计的一种重要形式。

传媒设计（Communication design）是一个关注包括印刷、手工、电子媒体或呈现手段在内的媒体如何与人进行交流的设计过程，是设计与信息建设的交叉学科。传媒设计途径不仅考虑媒体中除了美学外对信息的建立，同时也关注为了将信息传递给目标人群而创造新的媒体形态。
传媒设计同样可以指一种以系统为基础的设计途径。它将一个文化或组织中媒体与信息的整体作为一个相互关联的过程，而非一系列孤立的工作，来进行设计。
传媒设计试图吸引并激发人们对信息做出反应以带来积极变化，变化可能是品牌提升、销售变化或者其他人道主义的目的的达成。这个过程涉及到商业策略思想，或者使用市场研究、创造力等手段。
传媒设计有时会和视觉传达设计通用，但传媒设计含义更广泛，包括听觉、人声、触觉和嗅觉。传媒设计的例子有信息架构、编辑、排版、插画、网页设计、动画、广告、外界媒体、视觉识别设计、表演艺术、创意产业中应用的文案和专业写作技能等。

## 参看
- 传播学
- 视觉传达设计
- 媒体
- Simone Gilges, "Information Age" — Triple Canopy （页面存档备份，存于）
- Dossier Communication Design in Germany of the Goethe-Institut （页面存档备份，存于）